# Gask Ridge

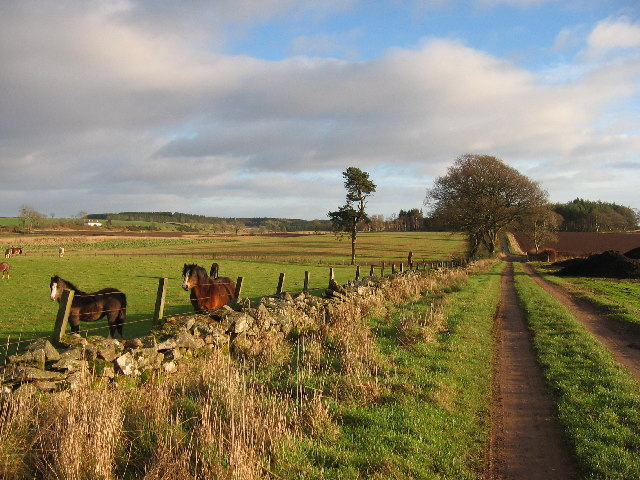
Gask Ridge

Gask Ridge est le nom actuel donné à une série de fortifications édifiée par les Romains au cœur de l’Écosse dans les années 70 et 80, soit 40 et 60 ans avant les murs d’Hadrien et d’Antonin. Bien qu’il ne s’agisse pas un mur continu, il a peut-être été la première frontière terrestre fortifiée de l'Empire romain.
Les fortifications s’étalent à la limite de la zone montagneuse des Highlands, dans le Perthshire et l’Angus, protégeant ainsi les terres relativement plus fertiles du sud et de l’est de l’Écosse. Les murs d’Hadrien et d’Antonin sont bâtis plus au sud et sont nettement plus courts, tirant parti des isthmes.
Le Gask Ridge est composé d’une série de forts et de fortins comportant des tours de signalisation. Sa relation avec les forts du Glen, un ensemble de forts comprenant la forteresse légionnaire de Inchtuthil et d’autres forts alentour n’est pas clairement établie.

## Situation géographique
Dans son sens géographique, le Gask Ridge est un promontoire s’étendant le long de la rive nord de la rivière Earn, entre Crieff et Perth, dans le centre de l’Écosse. Par extension, le terme désigne la zone se trouvant entre les Highlands et la péninsule du Fife. Cette zone forme l’extrémité sud d’un couloir côtier se prolongeant vers le nord jusqu’à la baie de Moray Firth et qui comprend la majeure partie des terres cultivables de cette partie de l’Écosse. Enfin dans son sens le plus large, le terme désigne le système de fortifications romain qui, bien que se trouvant en majorité dans cette zone, comprend des éléments au-delà. C’est pour cette raison que, afin d’éviter des confusions, il est parfois également appelé « système frontalier Forth-Tay ».
L’extrémité sud des fortifications de Gask Ridge est le fort d’Ardoch, situé à une dizaine de kilomètres au nord-est de l’agglomération moderne de Dunblane. Il suit ensuite la voie romaine qui transite par le fort de Strageath, à l’est de Muthill, puis se prolonge vers le nord-ouest jusqu’au fort de Bertha, au bord du Tay immédiatement au nord de Perth. Hors du Gask Ridge à proprement parler, d’autres fortifications se trouvent en nombre plus faible le long de la route au sud du fort d’Ardoch, notamment le fort de Doune près de la localité du même nom et s’achèvent avec le fort de Camelon, près de Falkirk. Enfin, des forts isolés, dits glenblockers, verrouillent les vallées au nord-est de la ligne principale : le fort de Fendoch au fond de la vallée de l’Almond, celui de Dalginross près du Loch Earn et Bochcastle en amont de la Teith.

## Histoire
En 77, Cnaeus Julius Agricola est nommé gouverneur de Bretagne par Vespasien. Tout au long de son gouvernorat, qui s’achève en 84, il dirige presque chaque année une campagne dans le nord de la province afin de réduire les tribus calédoniennes qui y vivent. Le point culminant de cette lutte est la victoire écrasante de Mons Graupius en 83.
Afin de protéger leur armée lors de sa progression dans ces territoires hostiles, les Romains érigent pendant ces campagnes des camps de marche. Ceux-ci remplissent plusieurs rôles : d’abord ils assurent de manière immédiate la protection des troupes pendant la nuit ; ensuite, une fois que l’armée a repris sa route ils peuvent servir de point de repli en cas de difficulté ; enfin ils permettent de sécuriser une voie d’approvisionnement et d’accélérer les campagnes suivantes en offrant des points d’appui préétablis.
Peu à peu, ces camps de marche se développent en un réseau de fortifications permettant de contrôler de manière plus permanente la région. Ainsi, les forts d’Ardoch, de Strageath et Bertha sont progressivement reliés par des tours de garde construites le long de la route militaire.

## Architecture
Trois types de constructions ont été identifiées au sein du système frontalier Forth-Tay : les forts, les tours de garde et, plus rares, les fortins. Les forts sont eux-mêmes de deux catégories, qui ont des rôles différents : les glenblockers sont des forts isolés verrouillant les vallées latérales, tandis que les forts du système Gask Ridge se trouvent directement au bord de la route et consolident la surveillance de la frontière. La majeure partie des constructions repérées se concentre entre les forts d’Ardoch et Bertha : quatre des six forts Gask Ridge, dix-sept des vingt tours et un des deux fortins.
Les tours sont des structures en bois carrées d’environ trois mètres de côté, comportant probablement deux étages. Elles sont entourées d’un rempart en motte de gazon précédé d’un ou deux fossés circulaires, qui ne s’interrompent qu’à un seul endroit du côté de la voie militaire afin de permettre l’accès à la tour par une porte percée dans le rempart. La surface habitable de la tour est d’environ 30 m2, ce qui correspond approximativement à la surface allouée à un contubernium dans les baraquements d’un fort, d’où l’hypothèse que la garnison d’une tour est de huit hommes.
Seuls deux fortins ont été repérés, l’un à mi-chemin entre les fort d’Ardoch et de Strageath et l’autre à mi-chemin entre les fort d’Ardoch et de Doune. Ils sont composés d’un ou deux fossés circulaire précédent un rempart ouvert sur l’extérieur par une tour-porte en bois. L’espace disponible à l’intérieur de l’enceinte est suffisant pour accueillir une centurie, soit quatre-vingts hommes.

## Fonction
Ces installations ont pu remplir différents rôles, dont l’importance relative n’est pas connue. Le système est le plus souvent décrit comme un moyen d’établir une frontière surveillée. Les tours sont ainsi en mesure de repérer les mouvements des bandes armées et relayer l’information aux forts, qui peuvent alors dépêcher des troupes pour arrêter les pillards. La ligne peut avoir également un rôle douanier en contrôlant les personnes et les biens qui entrent dans l’Empire et en prélevant des taxes de passage. 
Enfin, il n’est pas à exclure que ces constructions n’aient pas eu pour rôle d’établir de frontière, mais plutôt de sécuriser un itinéraire et une base arrière pour des expéditions planifiées plus au nord.